# StartAnima
StartAnima, anteriormente conhecida como Start Desenhos Animados é um estúdio de animação brasileiro, sediado na cidade de São Paulo, existente há mais de 50 anos. 
A StartAnima é um dos mais destacados e premiados estúdios de animação do Brasil. No mercado publicitário desde 1966, a StartAnima produziu diversos filmes publicitários para grandes empresas no Brasil e no exterior, tendo atuado também como colaboradora para a UNICEF.
Entre suas premiações, a StartAnima conta com alguns dos mais cobiçados troféus do setor publicitário como o Leão de Ouro, Leão de Cannes, Clio Awards, ACC Awards Japan e International Film & TV Festival of New York. No Brasil, recebeu premiações como o Troféu Imprensa, Anima Mundi e o Galo de Ouro do Festival de Gramado, entre outros.
A StartAnima teve seus trabalhos reconhecidos internacionalmente pelo livro Animation Graphis em 1978, pela revista Graphis anual em 1979, e pelo livro Animation Now da editora Taschen em 2004.
Em 2001, a StartAnima concluiu o seu mais audacioso projeto: o longa-metragem de animação " O Grilo Feliz", premiado no Brasil e nos Estados Unidos, e considerado até hoje como referência de animação no mercado brasileiro. O primeiro filme de animação brasileiro a estrear nos Estados Unidos no canal Starz, além de estrear em mais de 60 países como Inglaterra, Rússia, China, México e países da América Latina entre outros.
Em 2009, a StartAnima concluiu o seu segundo longa-metragem de animação "O Grilo Feliz e os Insetos Gigantes", produzido em computação gráfica.  O filme estreou em 120 salas no Brasil e, assim como o filme anterior, teve carreira longa estreando em vários países. 
Atualmente está lançando seu terceiro longa-metragem de animação Lino - o Filme", produzido em computação gráfica.

## Longas metragens
- O Grilo Feliz - (2001, Paris Filmes)
- O Grilo Feliz e os Insetos Gigantes - (2009, Fox Film do Brasil)
- Lino - O Filme: Uma Aventura de Sete Vidas - (2017, Fox Film do Brasil)

## Séries
- Boris na Estrada  (2014, Moon Studios)
- Buzzu na Escola Intergaláctica  (2018, NBCUniversal e Nat Geo Kids)
- Lino - Meu Pai é Fera! (2024, Disney Channel)

## Premiações
A empresa ganhou diversos prêmios nacionais e internacionais, sendo primeiramente premiada em 1972 com o prêmio "Melhor técnica em animação" no Festival de Veneza. Nos anos seguintes o estúdio conquistou muitos outros prêmios, em festivais como: ACC Awards Japan, International Film & Tv Festival of New York, Clio Awards, Brazilian Film Festival of Miami, Festival Brasileiro de Filme Publicitário, Festival de Gramado, Troféu Imprensa, entre outros.